# Sabana Buey
El Distrito Municipal de Sabana Buey  o simplemente Sabana Buey es un Distrito Municipal ubicado al oeste de la Provincia Peravia en la República Dominicana a 28 kilómetros de Baní, en la costa sur de la playa Los Corbanitos en la Bahía de Las Calderas. 
Ubicado en las coordenadas 70º31’28"O 18º16’25"N, está limitado al norte por el río Ocoa, las comunidades de Villa Fundación y al este la Sabana de la Cruz, y al sur el  mar Caribe.
Este pueblo tiene una gran importancia histórica, ya que fue el puesto militar de las tropas de Pedro Santana durante la Batalla del 19 de marzo, y durante las campañas contra las invasiones del ejército haitiano por su ubicación geográfica.

## Toponimia
El nombre está compuesto por la palabras de sabana y buey. Se cree que el nombre Sabana Buey tuvo su origen en los bueyes que pastoreaban la zona para el Ingenio de Ocoa por lo que surgió entre los años de 1520 a 1606. Se dice que el nombre se debe a la ubicación del pueblo en una pequeña llanura rodeado de montañas y el Río Ocoa, la zona para engordar los bueyes conocida como sabana de buey o sabana de los bueyes, se convirtió en Sabana Buey.

## Historia

### Época Precolombina
El territorio que hoy comprende Sabana Buey pertenecía al nitainato de Baní, en el Cacicazgo de Maguana. En las cercanías en las zonas de Salinas de Puerto Hermoso y la Playa Punta Blanca, se han encontrado objetos como utensilios de barros y montículos de caracoles. Se cree que los tainos recorrieron esta zona en actividades de cacería debido a la presencia de iguanas.

### Época Colonial
Durante la época colonial el lugar donde se encuentra Sabana Buey era un lugar de varios hatos ganaderos que pertenecían a los predios del Ingenio de Alonzo de Suazo en la bahía de Ocoa, de donde se cree que proviene su nombre. El pueblo fue construido en medio de un monte de espinas de cactus, guazábaras y bayahondas. 
En 1522 unos negros del ingenio del Virrey don Diego Colón sublevados fueron atacados en el lugar donde hoy se encuentra el poblado de Sabana Buey. Luego de la caída de la industria azucarera, en la zona de sabana buey y sus alrededores se establecieron hatos ganaderos, siendo los primeros el de Juan del Rosario entre 1770 y 1780 y el hato de Nicolás de Guridi. 
se estableció el hato del ingenio Ocoa. En 1540 se estableció el hato de Diego Caballero, que luego pasó a manos de su hijo Juan Caballero Bazán en 1554. En 1594 pasó a manos de su hermano Pedro Caballero Bazán y finalmente en 1606 a Nicolás López de Ayala.

### Independencia de la República
Durante la época de la independencia, formaba parte de la ruta del sur, Pedro Santana llegó a Sabana Buey con un promedio de 1000 hombres, estableciéndose en el lugar antes las amenazas de ocupación. Sabana Buey recibió la visita de Juan Pablo Duarte el 23 de marzo de 1844, donde se entrevistó con Pedro Santana.
Una comisión de Investigación de Estados Unidos informó en 1871 que Sabana Buey tenía cerca de 40 casas y 150 habitantes.  El 24 de agosto de 1861 con la anexión a España, Sabana Buey fue confirmado con la categoría de puesto militar, siendo llamado cantón militar o inspectoría general de agricultura.
Mediante el censo poblacional de 1909 de la Provincia de Santo Domingo, tenía la categoría de sección de Baní, siendo el único ´´poblado de consideración´´ durante el centro de población y otros datos estadísticos de la provincia de Santo Domingo. El distrito municipal de Sabana Buey fue creado el 6 de noviembre de 1991, bajo la ley no.30-91.
El 6 de agosto de 2013 Sabana Buey pasó a ser distrito municipal de Matanzas.

## Economía
La agropecuaria era la principal actividad económica de Sabana Buey. Actualmente depende de la agricultura. Los productos que se producen son el plátano, la cebolla, el guineo, yuca, batata, ajíes, berenjenas, maíz, habichuela, cilantrico y molondrones. Las frutas son mango, aguacate, guayaba, cajuíl, melón, sandía, naranja, limón y níspero. La cebolla fue el principal producto de la comunidad. Actualmente se está produciendo el plátano.

## Secciones
- Matanzas (Cabecera)
- Sabana Buey
- El Palmarito
- Sabana de la Cruz

## Clima
El clima de Sabana Buey es seco estepario, el cual se caracteriza por temperaturas de 25 °C de hasta 37 °C , con lluvias por debajo de 500 mm al año, siendo los meses más calurosos julio, agosto y septiembre.

## Transporte
Sabana Buey está comunicado con la carretera Cruce Arroyo Hondo-Palmar de Ocoa, la cual lo conecta con la carretera Máximo Gómez (RD510) con Baní.

## Población
Durante el Censo de Población y Vivienda del año 2010, Sabana Buey tenía un total de 2,194 habitantes. 109,365 corresponden a su zona urbana, 47,951 zona rural. El total de población en viviendas propias 97,573 y 40,051 en viviendas alquiladas.

## Salud
Sabana Buey cuenta con un centro de salud de nivel primario administrado por el Ministerio de Salud pública abierto en 1984.

## Monumentos
Monumento del árbol histórico de Guatapaná es un árbol de Guatapaná Caesalpinia coriaria donde los Generales Juan Pablo Duarte y Pedro Santana sostuvieron una entrevista en fecha 23 de marzo de 1844. Aquí se encontraba el campamento militar durante la Batalla del 19 de marzo durante 13 días. En 1990 el Club de Leones de Baní construyó el Monumento diseñado por el arquitecto Ismael Díaz Melo debajo del Guatapaná y entre 1997 y 1998 se construyó el parque.
 Iglesia de Sabana Buey  perteneciente a la Iglesia Católica construida de mampostería dedicada a la Virgen del Pilar. Fue inaugurada el 12 de octubre de 1927. Según la comisión Investigación de Estados Unidos en 1871 los religiosos tenían que trasladarse a Baní porque no existía iglesia, los bautizos se realizaban en las casas de los participantes.

## Galería

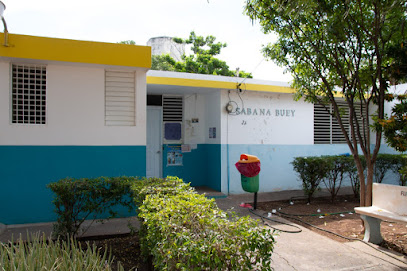
Clínica Rural de Sabana Buey
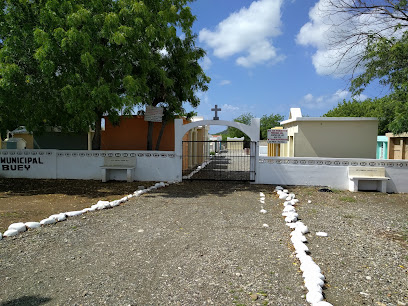
Cementerio Municipal
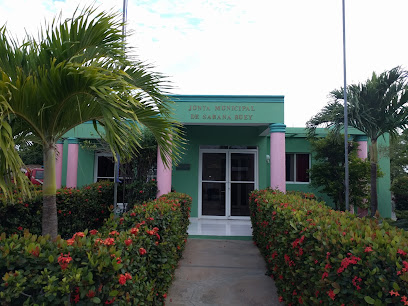
Ayuntamiento de Sabana Buey (2017)
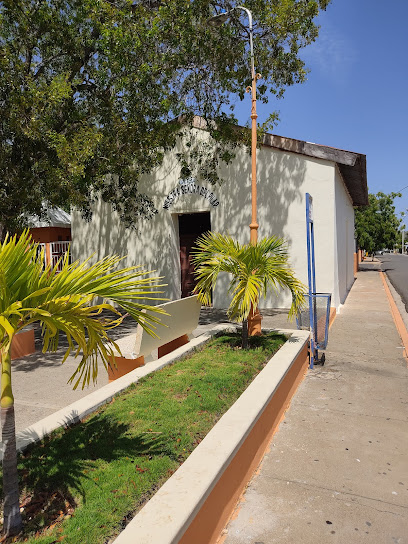
Iglesia de Sabana Buey
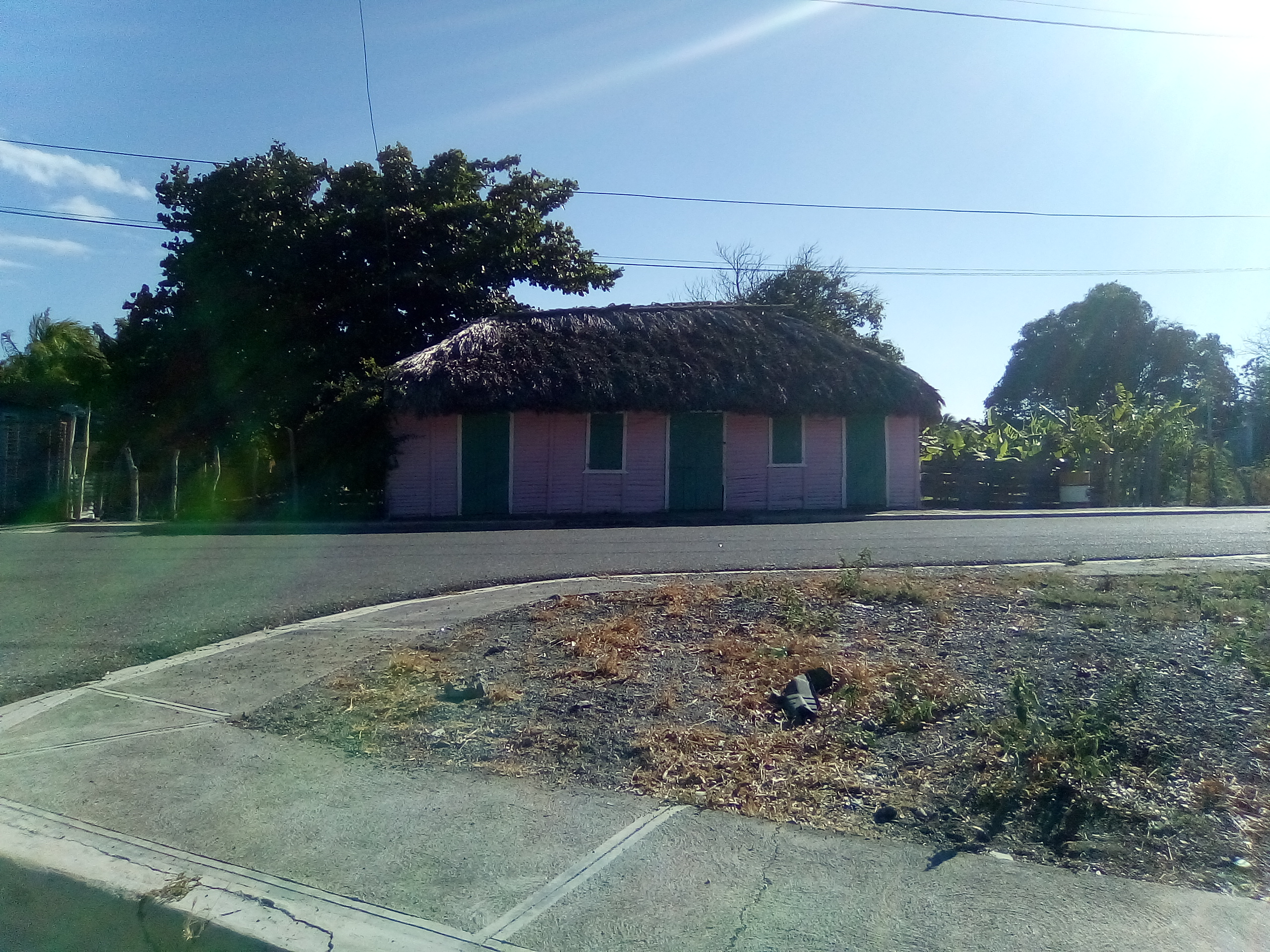
Casa típica en Sabana Buey
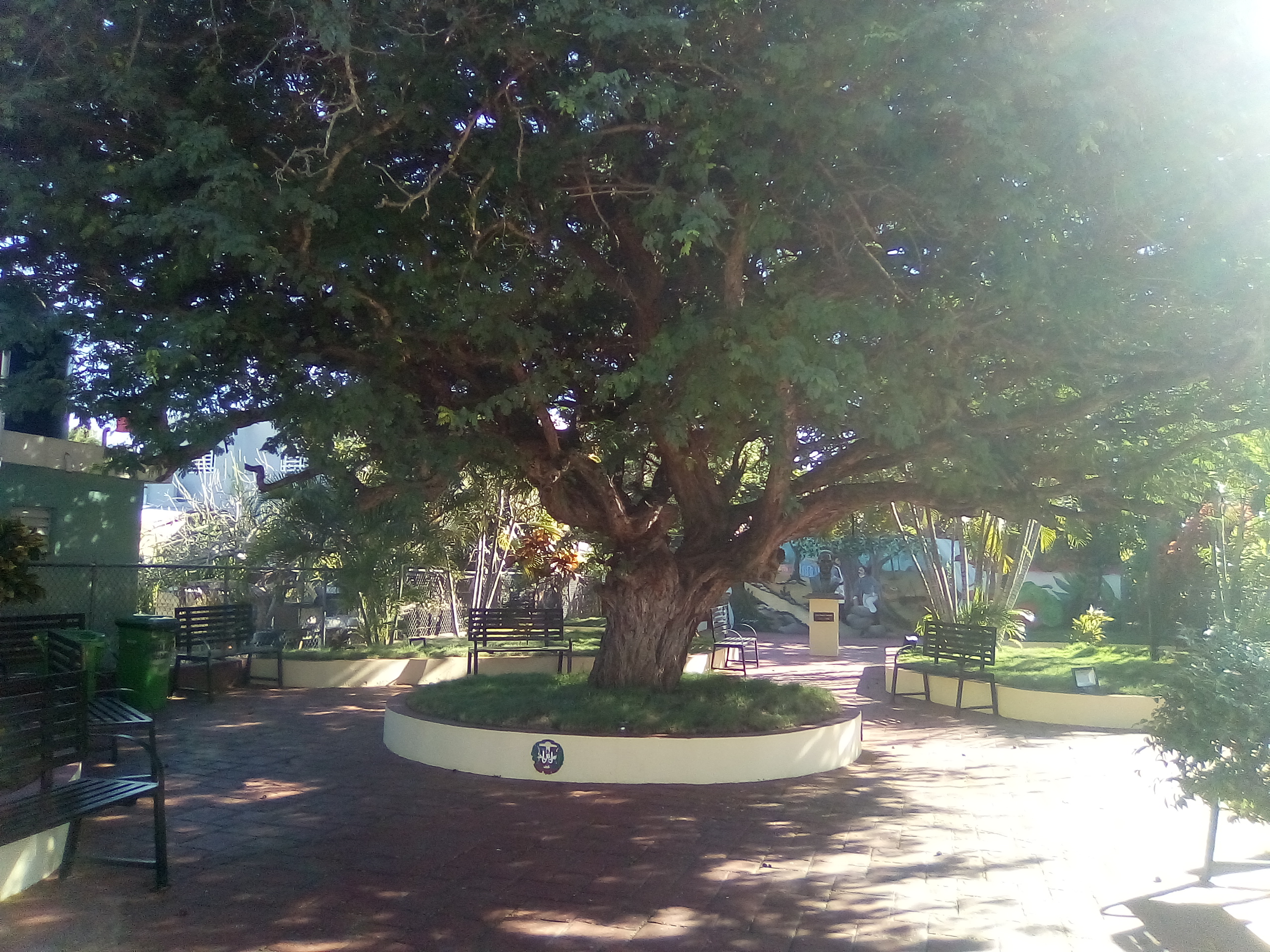
Parque del Árbol Histórico del Guatapaná
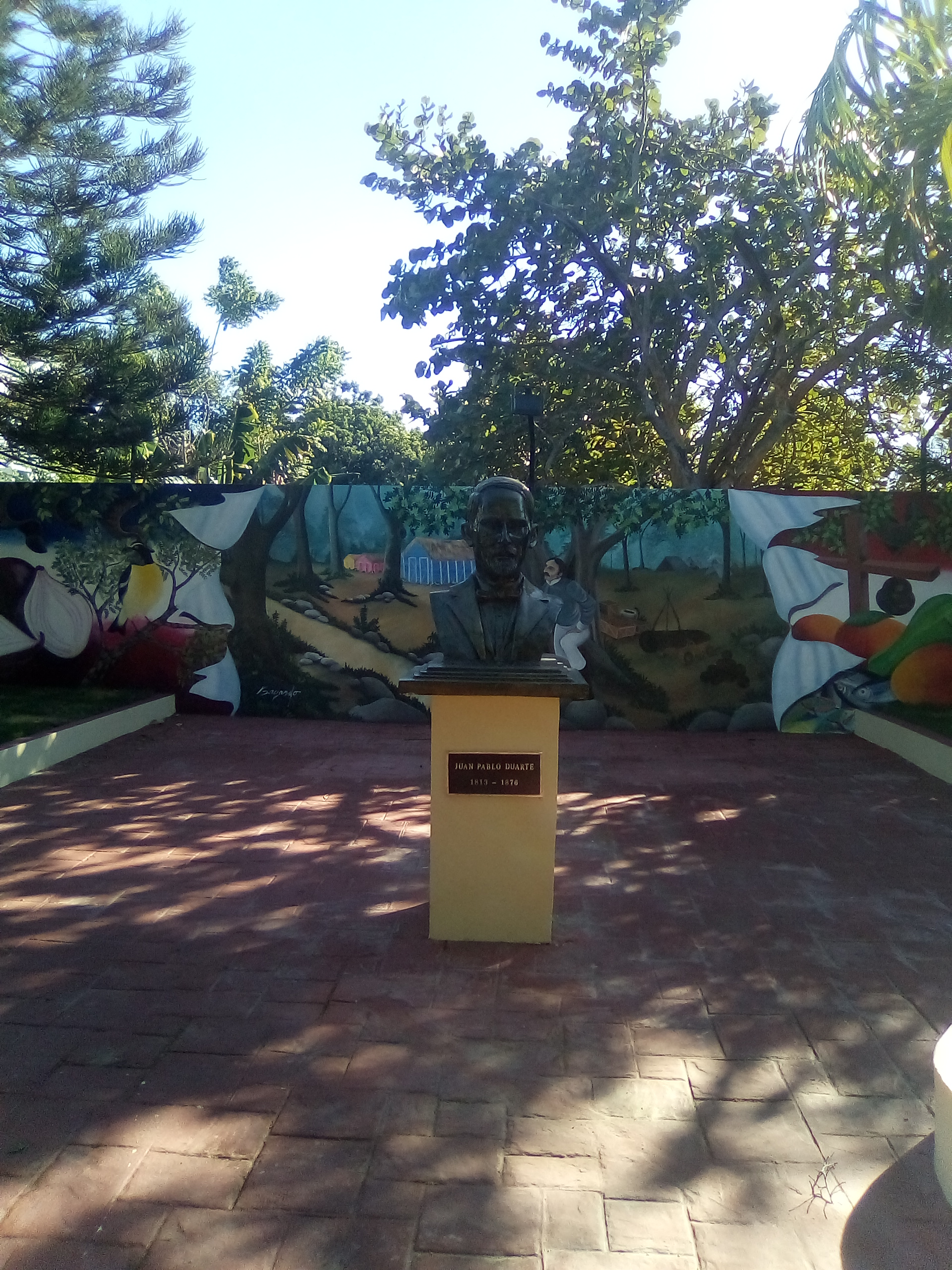
Busto de Juan Pablo Duarte en el Parque del Árbol Histórico
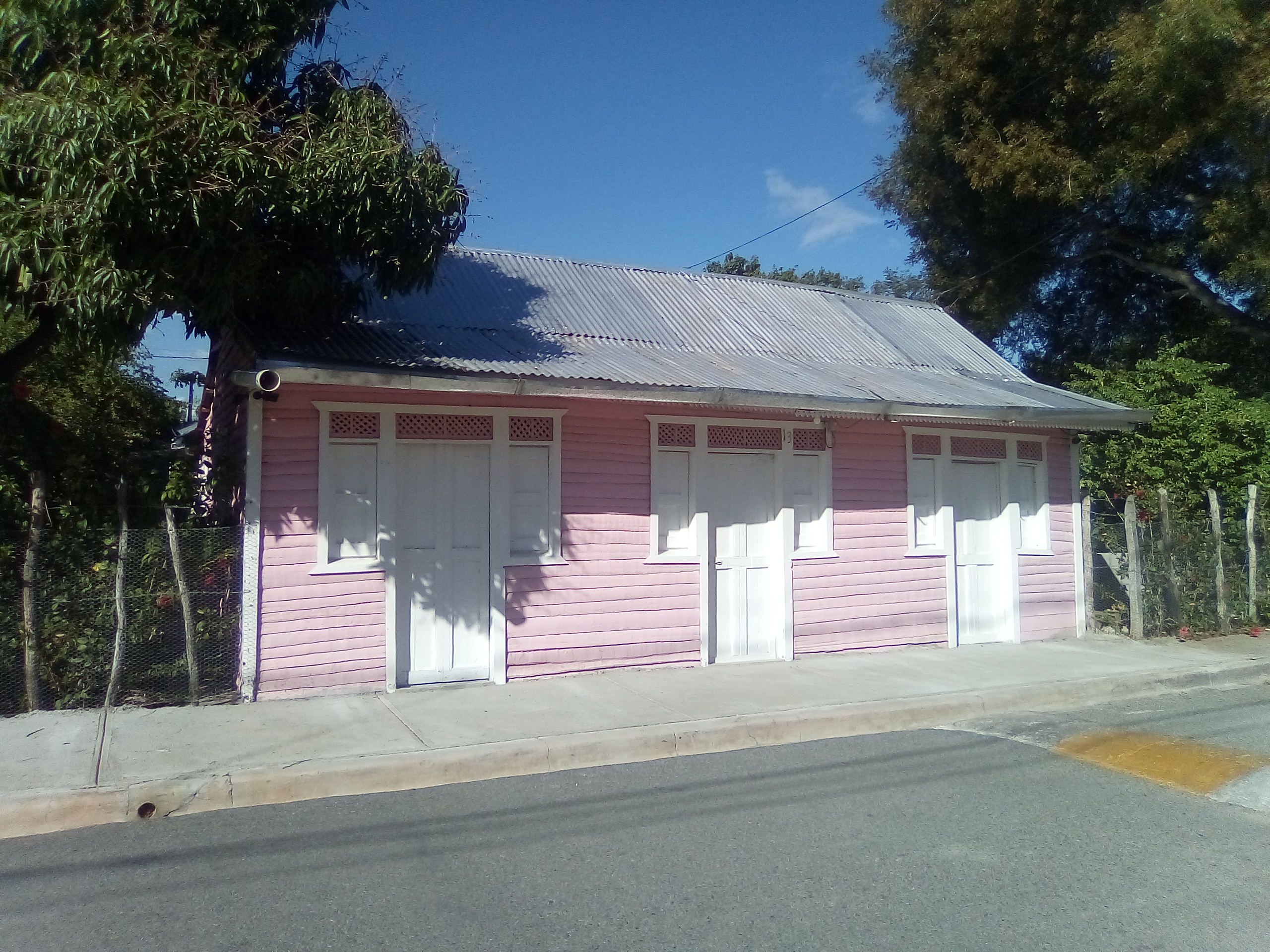
Casa de Estilo Vernáculo en Sabana Buey
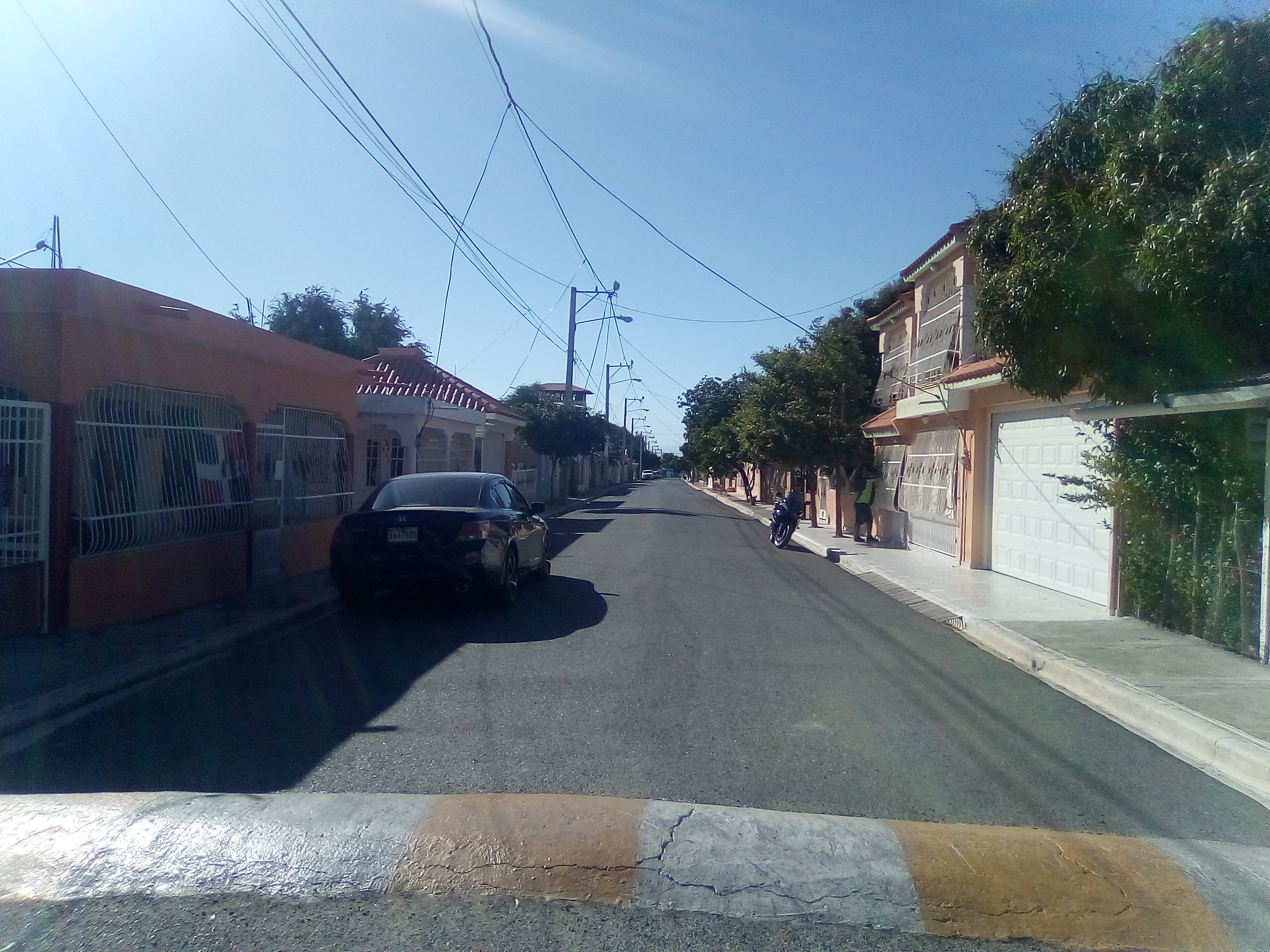
Calle del Pilar de Sabana Buey
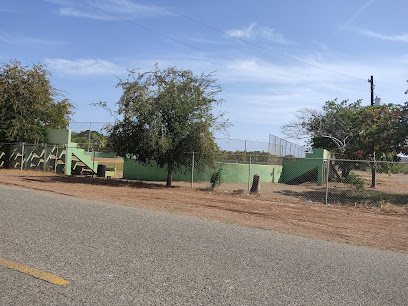
Estadio de Beisbol